# Lonzo Ball
Lonzo Anderson Ball, född 27 oktober 1997, är en amerikansk basketspelare som spelar för Cleveland Cavaliers i National Basketball Association (NBA). 
Ball spelade collegebasket på University of California, Los Angeles i en säsong innan han valdes av Los Angeles Lakers som 2:a totalt i NBA:s draft 2017. Han blev uttagen i NBA All-Rookie Second Team 2018.
Han är bror till LaMelo Ball.

## Karriär
I juli 2019 byttes Ball, Josh Hart och Brandon Ingram till New Orleans Pelicans för Anthony Davis till Los Angeles Lakers.
Den 8 augusti 2021 värvades Ball av Chicago Bulls, där han skrev på ett fyraårskontrakt värt 85 miljoner dollar.